# Johann Heinrich Wilhelm Tischbein
Johann Heinrich Wilhelm Tischbein, alias Goethe-Tischbein, est un peintre allemand né le 15 février 1751 à Haina et mort le 26 février 1829 à Eutin. Il fait partie de l'importante famille Tischbein (de).

## Biographie
Johann Heinrich Wilhelm Tischbein appartenait à une famille de peintres comprenant notamment Johann Heinrich Tischbein (1722-1789) et son oncle Johann Jacob Tischbein (en) (1725-1791).
Il doit son surnom de Goethe-Tischbein à son tableau de l'écrivain Goethe peint à Rome en 1787, Goethe dans la campagne romaine. Ce tableau est aujourd'hui conservé à Francfort-sur-le-Main, au musée Städel.
En France, le Musée National du Château de Versailles et des Trianons conserve son portrait du Lieutenant-Général Christian Frédéric Dagobert, Comte de Waldner de Freudstein peint en 1761 (tableau daté et signé). Cette œuvre a été acquise de Waldner de Freudstein en 1840. Le musée Fabre de Montpellier conserve également le dessin préparatoire du portrait de Goethe, légué en 1837 par François-Xavier Fabre, fondateur du musée.

## Galerie

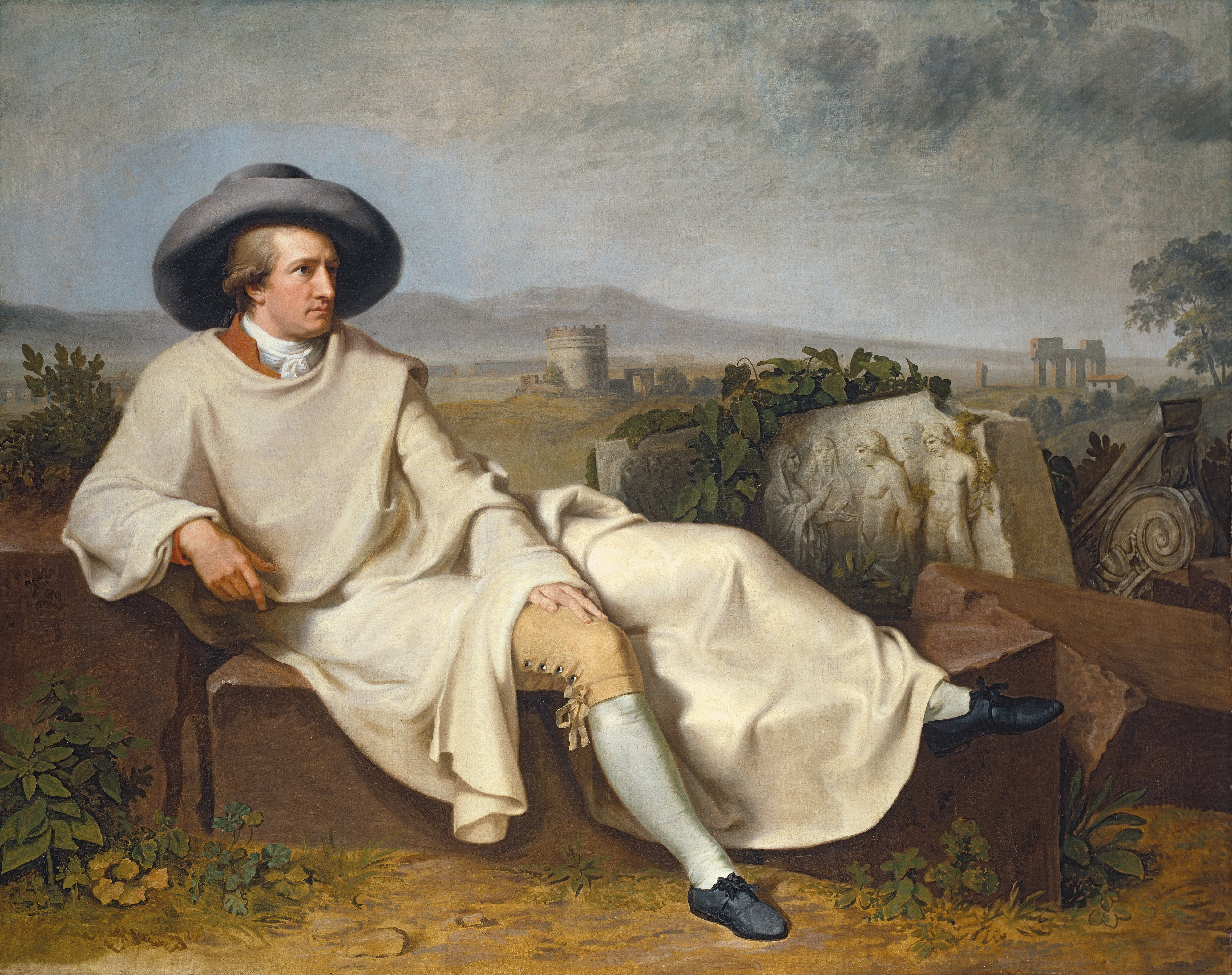
Goethe dans la campagne romaine
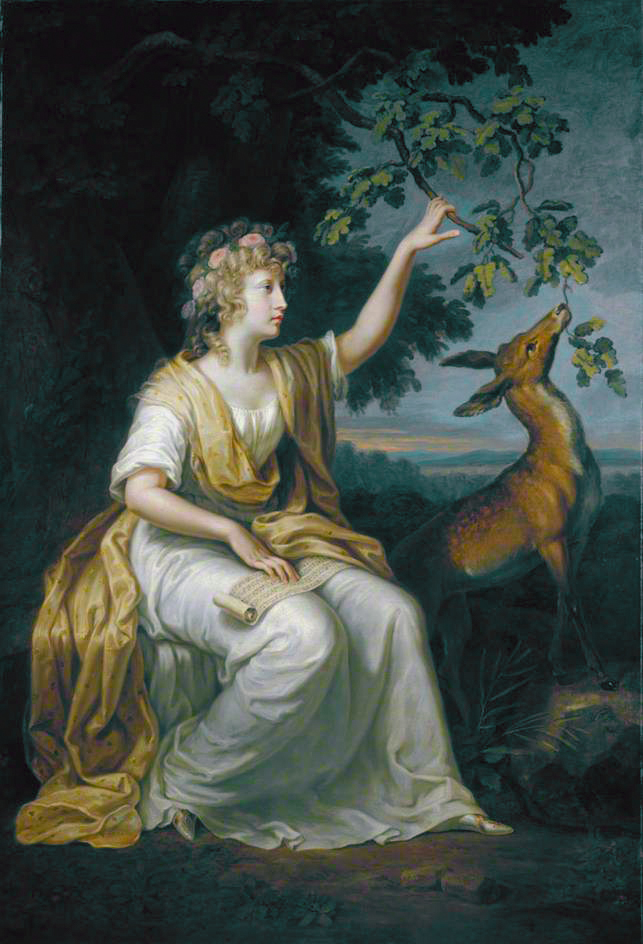
Portrait de Lady Charlotte Campbell
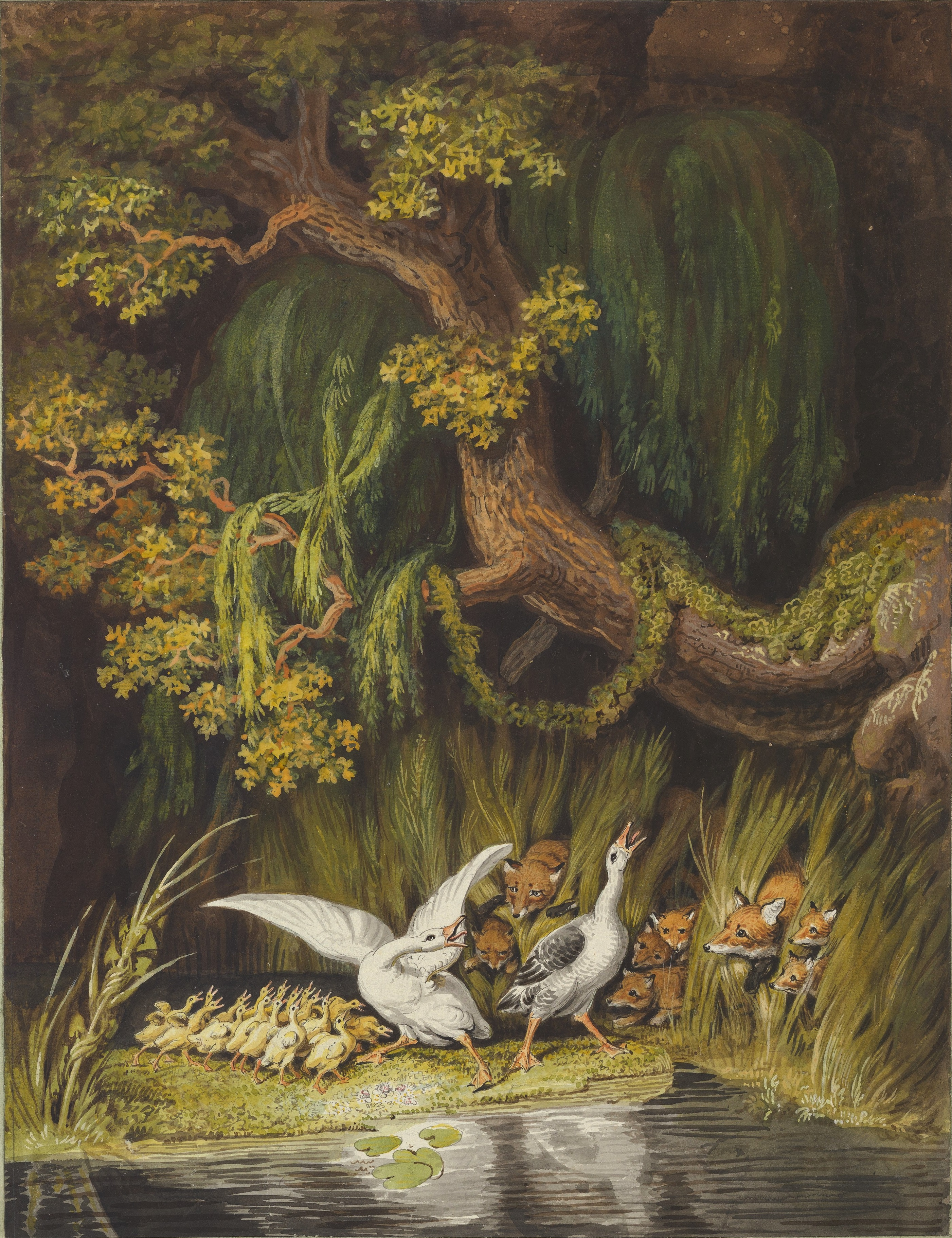
La Famille du Canard et la Famille du Renard
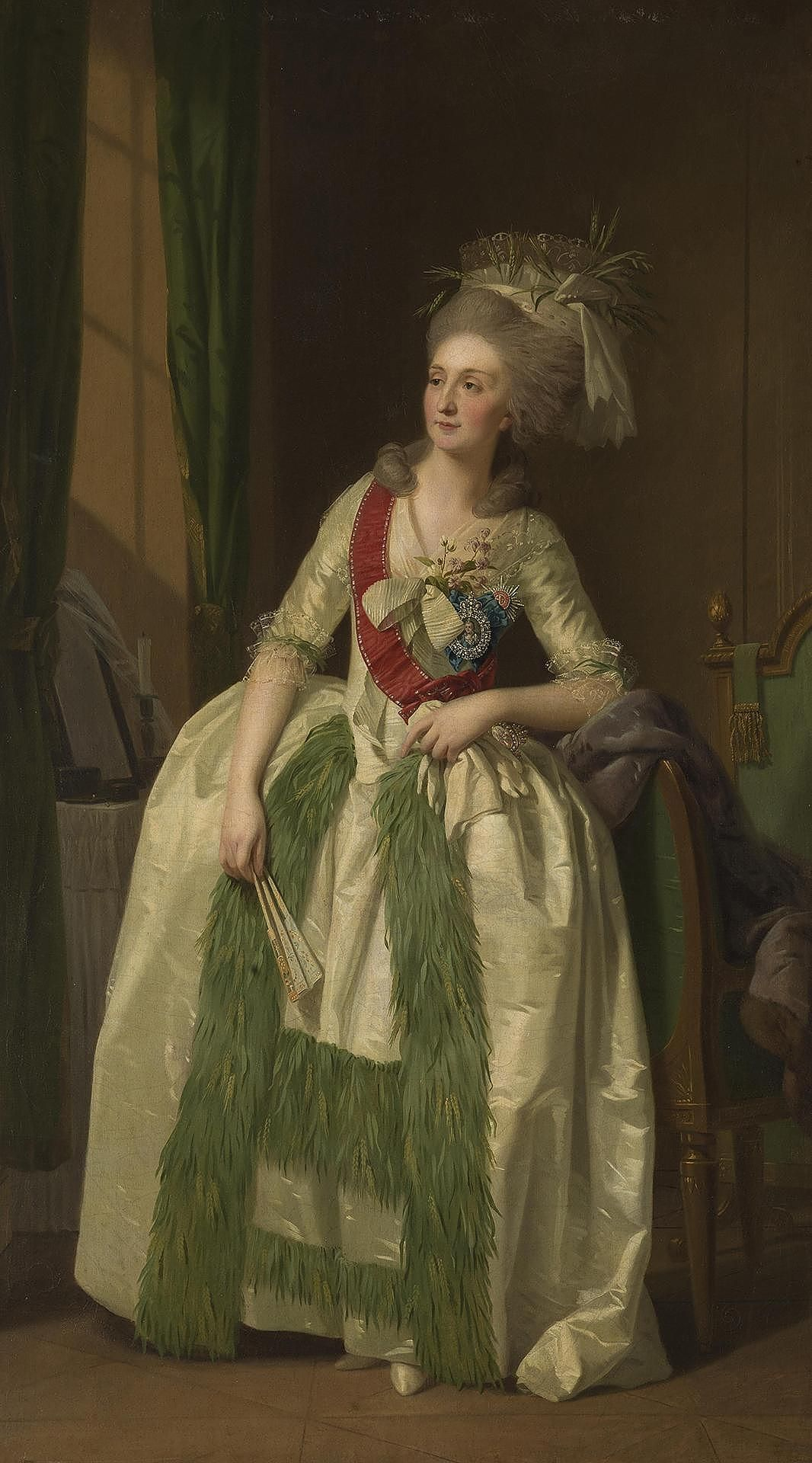
Duchesse Natalya Saltykova
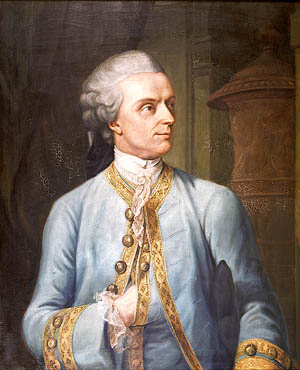
Christian Gottlob Heine
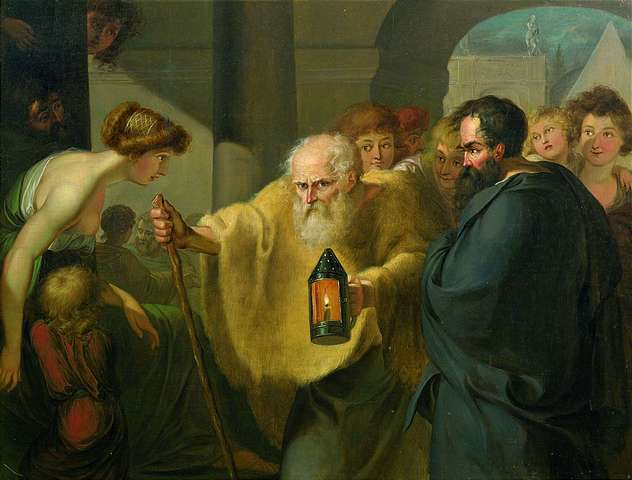
Diogène à la recherche d'un homme honnête